# Pesimizam
Pesimizam ili negativizam je mračno shvaćanje i gledanje svijeta oko sebe.
To je filozofsko učenje po kojem je ovaj svijet i sve u njemu najgore što može biti, sva stvarnost nevrijedna i besmislena, poricanje volje za život, predavanje rezignaciji ili hrabrosti bez iluzija.
U filozofiji je tipičan predstavnik pesimizma Arthur Schopenhauer, u poeziji George Gordon Byron itd.

## Povezani pojmovi
- Optimizam
- Realnost